# Natação artística no Campeonato Mundial de Esportes Aquáticos de 2023 - Rotina livre solo feminina

A competição de natação artística na categoria rotina livre solo feminina no Campeonato Mundial de Esportes Aquáticos de 2023 fora realizada nos dias 16 e 19 de julho de 2023 na Marine Messe Fukuoka em Fukuoka, no Japão. Ao todo, 29 nadadora de 29 Comitês Olímpicos Nacionais participaram no evento. Yukiko Inui, nadadora artística japonesa, tornou-se bicampeã mundial do evento.

## Medalhistas
| Ouro                | Prata                        | Bronze                       |
| Yukiko Inui · Japão | Vasiliki Alexandri · Áustria | Kate Shortman · Grã-Bretanha |

## Cronograma
Todos os horários estão na Hora Legal Japonesa (UTC+09).
| Data        | Hora  | Evento        |
| ----------- | ----- | ------------- |
| 16 de junho | 09:00 | Eliminatórias |
| 19 de junho | 19:30 | Final         |

## Formato da competição
A competição consiste em duas rodadas: preliminar e final. As doze nadadoras com os melhores tempos classificam-se à final e aquela com melhor pontuação garante a medalha de ouro.

## Resultados
| Pos. | Nadadora                 | CON           | Eliminatória | Eliminatória | Final         | Final         |
| Pos. | Nadadora                 | CON           | Pontos       | Pos.         | Pontos        | Pos.          |
| ---- | ------------------------ | ------------- | ------------ | ------------ | ------------- | ------------- |
| 1    | Yukiko Inui              | Japão         | 253.1853     | 1            | 254.6062      | 1             |
| 2    | Vasiliki Alexandri       | Áustria       | 179.2834     | 6            | 229.3251      | 2             |
| 3    | Kate Shortman            | Reino Unido   | 213.8417     | 2            | 219.9542      | 3             |
| 4    | Audrey Lamothe           | Canadá        | 167.3625     | 8            | 207.4480      | 4             |
| 5    | Evangelia Platanioti     | Grécia        | 199.4834     | 3            | 205.5459      | 5             |
| 6    | Yoonseo Hur              | Coreia do Sul | 185.9500     | 4            | 186.6167      | 6             |
| 7    | Jasmine Verbena          | San Marino    | 182.3520     | 5            | 186.4918      | 7             |
| 8    | Iris Tio Casas           | Espanha       | 174.0208     | 7            | 178.9146      | 8             |
| 9    | Laelys Alavez            | França        | 150.4520     | 12           | 175.8146      | 9             |
| 10   | Ece Ungor                | Turquia       | 153.9521     | 10           | 160.4291      | 10            |
| 11   | Matea Butorac            | Croácia       | 166.7458     | 9            | 151.1520      | 11            |
| 12   | Kyra Hoevertsz           | Aruba         | 153.2980     | 11           | 136.4083      | 12            |
| 13   | Mari Alavidze            | Geórgia       | 148.3376     | 13           | Não avançaram | Não avançaram |
| 14   | Sandra Freund            | Suécia        | 144.1728     | 14           | Não avançaram | Não avançaram |
| 15   | Karina Magrupova         | Cazaquistão   | 137.0083     | 15           | Não avançaram | Não avançaram |
| 16   | Viktória Reichová        | Eslováquia    | 135.4375     | 16           | Não avançaram | Não avançaram |
| 17   | Patrawee Chayawararak    | Tailândia     | 135.0437     | 17           | Não avançaram | Não avançaram |
| 18   | Aleksandra Atanasova     | Bulgária      | 132.9146     | 18           | Não avançaram | Não avançaram |
| 19   | Nika Seljak              | Eslovênia     | 128.8188     | 19           | Não avançaram | Não avançaram |
| 20   | Ana Culic                | Malta         | 128.6814     | 20           | Não avançaram | Não avançaram |
| 21   | Susanna Pedotti          | Itália        | 122.6167     | 21           | Não avançaram | Não avançaram |
| 22   | Skye Macdonald           | África do Sul | 122.4375     | 22           | Não avançaram | Não avançaram |
| 23   | Klara Bleyer             | Alemanha      | 121.9084     | 23           | Não avançaram | Não avançaram |
| 24   | Karolina Kluskova        | Chéquia       | 115.0375     | 24           | Não avançaram | Não avançaram |
| 25   | Jennah Hafsi             | Marrocos      | 114.3521     | 25           | Não avançaram | Não avançaram |
| 26   | Alexandra Mansare-traore | Guiné         | 109.9249     | 26           | Não avançaram | Não avançaram |
| 27   | Anna Vashchenko          | Uzbequistão   | 108.4708     | 27           | Não avançaram | Não avançaram |
| 28   | Gabriela Reyes           | Cuba          | 107.2771     | 28           | Não avançaram | Não avançaram |
| 29   | Anna Mitinian            | Costa Rica    | 96.0500      | 29           | Não avançaram | Não avançaram |